# Хильдоара
Хильдоара (лат. Hildoara; умерла между апрелем 610 и февралём или мартом 612) — королева вестготов (610 — не позднее начала 612) по браку с Гундемаром.

## Биография
О происхождении и ранних годах жизни Хильдоары сведений не сохранилось. На основании ономастических данных предполагается, что она принадлежала к одной из знатных вестготских семей. Когда Хильдоара стала женой Гундемара, правившего вестготами с февраля или апреля 610 года по февраль или март 612 года, неизвестно.
Хильдоара упоминается в единственном современном ей историческом источнике: письме, направленном графом Булгаром королю Гундемару. В нём граф, бывший другом монарха ещё до восшествия того на престол Вестготского государства, выражал глубокие соболезнования по поводу смерти молодой королевы Хильдоары («gloriose memorie domne mee quondam Hildoare regine»). В послании скончавшаяся жена Гундемара описана как идеал вестготской королевы. В том числе, Булгар восхвалял такие достоинства Хильдоары, как изящество, образованность, сладкоречие, а более всего превозносил её благочестие, называя его «лекарством для души». Граф также упоминал, что королева проявляла особое рвение в заботе о бедных, и что будучи исповедницей никейского христианства она была в своём покровительстве духовенству образцом для других придворных. Кроме того, из письма следует, что страстно любивший свою супругу король Гундемар мог следовать её советам не только в семейных, но и в государственных делах. Точная дата послания Булгара неизвестна, но оно должно было быть написано в то время, когда Гундемар был правителем вестготов.
Детей у Гундемара и Хильдоары не было. Возможно, король так больше и не женился, так как он умер бездетным.